# NGC 7596
NGC 7596 (другие обозначения — IC 1477, PGC 70932, MCG −1-59-11, IRAS23145-0711) — линзообразная галактика (S0) в созвездии Водолей.
Этот объект входит в число перечисленных в оригинальной редакции «Нового общего каталога».